# 哈坦·巴赫布里
哈坦·巴赫布里（阿拉伯語：هتان باهبري，1992年7月16日—）是沙特阿拉伯的职业足球运动员，司职中场及前锋。现效力于沙特阿拉伯职业足球联赛的塔亞文，他也代表沙特阿拉伯国家足球队。

## 荣誉

### 俱乐部
伊蒂哈德
- 沙特國王盃：2013

希拉尔
- 沙特阿拉伯职业足球联赛：2019-2020、2020-2021
- 沙特國王盃：2019-2020
- 亚足联冠军联赛：2019